# 今井恒夫
今井 恒夫（いまい つねお、1948年 - ）は、東京都出身の元アマチュア野球選手（投手）。

## 来歴・人物
明治高等学校では1年上の古川義弘（明治大学－日本楽器）とバッテリーを組み、1965年春の選抜に出場。1回戦で田原本農を降すが、2回戦では岡山東商の平松政次と投げ合い0-1で惜敗。同年夏の甲子園都予選は6回戦で日大二高に敗れる。同年秋季東京大会は準々決勝に進むが国士舘高に敗退。
明治大学に進学し、古川と再びバッテリーを組む。東京六大学野球リーグでは1969年春季リーグで8年振りに優勝。主軸であった星野仙一、池島和彦両投手が卒業し下馬評は高くなかったが、1年上の古屋英雄との二本柱で早大、法大を振り切った。同年の全日本大学野球選手権大会では東海大の上田二郎に抑えられ、2回戦敗退。リーグ通算54試合登板、15勝13敗、防御率2.67、110奪三振。大学同期に鈴木一比古、辻哲也らがいる。
卒業後はティアックに入社、主戦投手として起用される。1973年の都市対抗に熊谷組の補強選手として出場するが、登板機会はなかった。ティアックの野球部も1975年1月に解散した。